# Чоловік (фільм, 1957)
«Чоловік» (італ. Il marito) — італійсько-іспанська кінокомедія 1957 року режисерів Нанні Лоя та Джанні Пуччіні.

## Сюжет
Коли успішний підприємець Альберто Маріані (Альберто Сорді) одружився з Оленою (Аврора Бавтіста), його життя значно змінилося. Виявляється, що дружина не в захопленні від футболу, фанатом якого є Альберто. Вона під час матчу його любимої команди музикує на віолончелі в компанії своїх товаришок. А панорамну терасу, де він мріяв разом відпочивати після роботи, вона перебудовує на квартиру для своєї сестри. З'являються проблеми з роботою, кредитами, платежами та невдалими аукціонами. Чи витримає Альберто таке життя?

## Ролі виконують
- Альберто Сорді — Альберто Маріані
- Аврора Бавтіста[it] — Олена, дружина Альберто
- Луїджі Тозі[it] — Ернесто Фінарді
- Альберто де Амічіс — Авреліо Сантіні
- Розіта Пізано[it] — Софія Маріяні
- Карло Нінчі[it] — монсеньор
- Марчелло Джорда[it] — Точі
- Піно Патті[it] — полковник

## Навколо фільму
- Це друга спільна робота режисерів фільму Нанні Лоя та Джанні Пуччіні[it] після фільму 1957 року «Слово злодія»[it].

## Нагороди
- 1958: Премія «Золотий келих» (Італія):
  - Нагорода Золотий келих (Італія) найкращому акторові — Альберто Сорді